# Joseph-Beuys-Ufer
Das Joseph-Beuys-Ufer ist eine am Rheinufer entlangführende Nord-Süd-Verbindungsstraße in der nordrhein-westfälischen Landeshauptstadt Düsseldorf und Teilabschnitt der Bundesstraße 1.

## Straßenverlauf
Das Joseph-Beuys-Ufer beginnt an der Frontaleinfahrt Nord des Rheinufertunnels. Zusammen mit dem Rheinufertunnel im Süden und der Cecilienallee im Norden bildet es eine wichtige innerstädtische Nord-Süd-Verbindung. Parallel zum Joseph-Beuys-Ufer verläuft auf dessen östlicher Seite der Ehrenhof.

## Geschichte
Nach der Anlage ab 1898 hieß etwa der Abschnitt des heutigen Joseph-Beuys-Ufers zunächst Hofgartenufer, in der NS-Zeit, in der auch die nahegelegene Oberkasseler Brücke in Skagerrak-Brücke umbenannt worden war, Admiral-Scheer-Ufer. Die Geschichte des heutigen Joseph-Beuys-Ufers ist eng mit der Geschichte der Rheinuferpromenade verflochten.

## Sehenswürdigkeiten
- Joseph-Beuys-Ufer 33: Rheinterrasse
- Joseph-Beuys-Ufer 27: Kunst im öffentlichen Raum, Säulenheilige – Geschäftsmann, Skulptur auf Litfaßsäule von Christoph Pöggeler[1]
- Joseph-Beuys-Ufer: Rheingärtchen, öffentliche Gartenanlage
- Joseph-Beuys-Ufer: Ulanendenkmal, Reiterstandbild von Richard Langer

## Benennung
Am 29. November 1997 wurde ein Teil des Schloßufers von der Stadt Düsseldorf umgetauft und erhielt in Ehrung des Künstlers Joseph Beuys den heutigen Namen.
Ende 2018 wurde auf Beschluss des Kulturausschusses der Stadt Düsseldorf ein wissenschaftlicher Beirat unter der Leitung der Historiker Bastian Fleermann und Benedikt Mauer damit beauftragt, auch die Namensgebung des Joseph-Beuys-Ufers gutachterlich daraufhin zu überprüfen, ob der Namensgeber wegen möglicher biographischer Bezüge zur NS-Zeit auch in Zukunft geeignet erscheine, als gesellschaftliches Vorbild zu gelten. Die Gutachter kommen zu dem Ergebnis, Beuys sei im Hinblick auf den Prüfungsauftrag „unbelastet“, und es werde der Stadtverwaltung daher nicht vorgeschlagen, die Straße umzubenennen.